# Mogi Hiroto
Mogi Hiroto (Fukusima, 1984. március 2. –) japán válogatott labdarúgó.

## Nemzeti válogatott
A japán U20-as válogatott tagjaként részt vett a 2003-as ifjúsági labdarúgó-világbajnokságon.